# Vincent Vittoz
Vincent Vittoz (ur. 17 lipca 1975 w Annecy) – francuski biegacz narciarski, specjalista biegów długich, złoty medalista mistrzostw świata.

## Życie prywatne
Vincent urodził się w Annecy, jednak obecnie mieszka w Méaudre. Posiada dwójkę dzieci: starszą córkę Lounę (urodzona we wrześniu 2006) oraz młodszą córkę Anję (urodzona we wrześniu 2009). Posługuje się dwoma językami: francuskim oraz angielskim. Z zawodu jest żołnierzem, a w czasie wolnym biega, spotyka się z przyjaciółmi. Jest synem Daniela oraz Maryvonne, ma dwójkę rodzeństwa: Béatrice (siostra), Stéphane (brat).

## Kariera sportowa
Na arenie międzynarodowej zadebiutował w 1994 roku, a w reprezentacji Francji znajduje się od 1995 r. W tym roku zajął najwyższe szóste miejsce podczas mistrzostw świata juniorów w Gällivare. Odbyło się to podczas biegu na 10 kilometrów stylem klasycznym. Po tym zdarzeniu musiał czekać rok, aby zadebiutować w Pucharze Świata. 13 stycznia 1996 roku w Novém Měscie w biegu na 15 kilometrów stylem klasycznym zajął 22. miejsce co dało pozwoliło mu zdobyć pierwsze punkty w klasyfikacji generalnej Pucharu Świata. Po kilku startach w zawodach pucharowych został powołany do kadry na mistrzostwa świata w Trondheim. W Norwegii najlepszym wynikiem Francuza było 16. miejsce w biegu na 30 kilometrów stylem dowolnym. Rok później uczestniczył w igrzyskach olimpijskich w Nagano. Na tej imprezie najwyżej został sklasyfikowany w biegu łączonym na 25 kilometrów, gdzie zajął 19. miejscu. Francuz uczestniczył również w igrzyskach w Salt Lake City, igrzyskach w Turynie oraz w igrzyskach w Vancouver, jednak dotychczas nie zdobył medalu zajmując najwyższe 5. miejsce w Kanadzie, w biegu na 15 km stylem dowolnym oraz dwukrotnie 4. lokaty w sztafecie 4 x 10 km w 2006 i 2010 roku. Natomiast najlepszymi pod tym względem mistrzostwami świata były, mistrzostwa w Oberstdorfie, podczas których we wszystkich swoich startach znajdował się w czołowej dziesiątce, a w biegu łączonym 2 × 15 km kilometrów zdobył złoty medal. W Pucharze Świata nigdy nie udało mu się zdobył kryształowej kuli. Najbliżej zdobycia tego trofeum był w sezonie 2004/2005, kiedy to przegrał jedynie z Niemcem Axelem Teichmannem o 68 punktów. Trzykrotnie był sklasyfikowany na drugim miejscu w klasyfikacji biegów długich, jednak tylko w sezonie 2004/2005 miał realne szanse na zwycięstwo w tej klasyfikacji i zdobycie małej kryształowej kuli. Przegrał z Teichmannem o 48 oczek. Od tej pory nie udało mu się stanąć na podium klasyfikacji generalnej Pucharu Świata. Dotychczas osiem razy zwyciężał w zawodach Pucharu Świata.

## Osiągnięcia

### Igrzyska olimpijskie
| Miejsce | Dzień     | Rok  | Miejscowość    | Konkurencja                   | Czas biegu | Strata  | Zwycięzca                   |
| ------- | --------- | ---- | -------------- | ----------------------------- | ---------- | ------- | --------------------------- |
| 24.     | 12 lutego | 1998 | Nagano         | 10 km st. klasycznym          | 27:24,5    | +1:39,0 | Bjørn Dæhlie                |
| 19.     | 14 lutego | 1998 | Nagano         | 10+15 km pościgowy            | 1:07:01,7  | +2:54,2 | Thomas Alsgaard             |
| 13.     | 17 lutego | 1998 | Nagano         | Sztafeta 4 × 10 km            | 1:40:55,7  | +4:04,5 | Norwegia                    |
| 21.     | 22 lutego | 1998 | Nagano         | 50 km stylem dowolnym         | 2:05:08,2  | +9:08,0 | Bjørn Dæhlie                |
| 11.     | 9 lutego  | 2002 | Salt Lake City | 30 km st. dowolnym            | 1:11:31,0  | +1:50,7 | Christian Hoffmann          |
| 13.     | 14 lutego | 2002 | Salt Lake City | 2 × 10 km łączony             | 49:48,9    | +37,9   | Thomas Alsgaard Frode Estil |
| 8.      | 17 lutego | 2002 | Salt Lake City | Sztafeta 4 × 10 km            | 1:32:45,5  | +3:05,3 | Norwegia                    |
| 6.      | 12 lutego | 2006 | Turyn          | 2 × 15 km łączony             | 1:17:00,8  | +6,7    | Jewgienij Diemientjew       |
| 14.     | 17 lutego | 2006 | Turyn          | 15 km st. klasycznym          | 38:01,3    | +1:26,0 | Andrus Veerpalu             |
| 4.      | 19 lutego | 2006 | Turyn          | Sztafeta 4 × 10 km            | 1:43:45,7  | +37,1   | Włochy                      |
| 9.      | 26 lutego | 2006 | Turyn          | 50 km st. dowolnym            | 2:06:11,8  | +4,6    | Giorgio Di Centa            |
| 5.      | 15 lutego | 2010 | Vancouver      | 15 km st. dowolnym            | 33:36,3    | +39,9   | Dario Cologna               |
| 12.     | 20 lutego | 2010 | Vancouver      | 2 × 15 km bieg łączony        | 1:15:11,4  | +1:12,0 | Marcus Hellner              |
| 7.      | 22 lutego | 2010 | Vancouver      | Sprint drużynowy st. dowolnym | 19:01,0    | +17,7   | Norwegia                    |
| 4.      | 24 lutego | 2010 | Vancouver      | Sztafeta 4 × 10 km            | 1:45:05,4  | +20,9   | Szwecja                     |
| 13.     | 28 lutego | 2010 | Vancouver      | 50 km st. klasycznym          | 2:05:35,5  | +14,1   | Petter Northug              |

### Mistrzostwa świata
| Miejsce | Dzień     | Rok  | Miejscowość   | Konkurencja                      | Czas biegu | Strata  | Zwycięzca             |
| ------- | --------- | ---- | ------------- | -------------------------------- | ---------- | ------- | --------------------- |
| 16.     | 21 lutego | 1997 | Trondheim     | 30 km stylem dowolnym            | 1:06:28,2  | +2:32,0 | Aleksiej Prokurorow   |
| 28.     | 24 lutego | 1997 | Trondheim     | 10 km stylem klasycznym          | 23:41,8    | +1:56,0 | Bjørn Dæhlie          |
| 28.     | 25 lutego | 1997 | Trondheim     | 10+15 km pościgowy               | 1:00:11,1  | +4:32,6 | Bjørn Dæhlie          |
| 45.     | 22 lutego | 1999 | Ramsau        | 10 km stylem klasycznym          | 24:19,2    | +2:16,5 | Mika Myllylä          |
| 21.     | 15 lutego | 2001 | Lahti         | 15 km stylem klasycznym          | 39:26,0    | +2:00,8 | Per Elofsson          |
| 19.     | 17 lutego | 2001 | Lahti         | 2 × 10 km łączony                | 47:15,5    | +1:07,4 | Per Elofsson          |
| 30.     | 21 lutego | 2001 | Lahti         | Sprint stylem dowolnym           | 3:14,1     | -       | Tor Arne Hetland      |
| DNF     | 19 lutego | 2003 | Val di Fiemme | 30 km stylem klasycznym          | 1:12:29,3  | -       | Thomas Alsgaard       |
| 28.     | 23 lutego | 2003 | Val di Fiemme | 2 × 10 km łączony                | 47:42,3    | +57,9   | Per Elofsson          |
| 11.     | 25 lutego | 2003 | Val di Fiemme | Sztafeta 4 × 10 km               | 1:31:56,4  | +2:13,1 | Norwegia              |
| 6.      | 1 marca   | 2003 | Val di Fiemme | 50 km stylem dowolnym            | 1:54:25,3  | +1:34,6 | Martin Koukal         |
| 6.      | 17 lutego | 2005 | Oberstdorf    | 15 km stylem dowolnym            | 34:49,7    | +19,0   | Pietro Piller Cottrer |
| 1.      | 20 lutego | 2005 | Oberstdorf    | 2 × 15 km łączony                | 1:19:20,5  | -       | -                     |
| 6.      | 24 lutego | 2005 | Oberstdorf    | Sztafeta 4 × 10 km               | 1:39:04,4  | +1:37,6 | Norwegia              |
| 5.      | 25 lutego | 2005 | Oberstdorf    | Sprint drużynowy stylem dowolnym | 14:08,6    | +14,3   | Norwegia              |
| 10.     | 24 lutego | 2007 | Sapporo       | 2 × 15 km łączony                | 1:11:35,8  | +16,6   | Axel Teichmann        |
| DNF     | 28 lutego | 2007 | Sapporo       | 15 km stylem dowolnym            | 35:50,0    | -       | Lars Berger           |
| 5.      | 2 marca   | 2007 | Sapporo       | Sztafeta 4 × 10 km               | 1:30:49,2  | +1:25,8 | Norwegia              |
| 23.     | 20 lutego | 2009 | Liberec       | 15 km stylem klasycznym          | 38:54,4    | +1:31,9 | Andrus Veerpalu       |
| 6.      | 22 lutego | 2009 | Liberec       | 2 × 15 km łączony                | 1:15:52,4  | +29,2   | Petter Northug        |
| 9.      | 27 lutego | 2009 | Liberec       | Sztafeta 4 × 10 km               | 1:41:50,6  | +3:09,7 | Norwegia              |
| 9.      | 1 marca   | 2009 | Liberec       | 50 km stylem dowolnym            | 1:59:38,1  | +9,1    | Petter Northug        |
| 34.     | 27 lutego | 2011 | Oslo          | 2 × 15 km łączony                | 1:14:10,4  | +2:56,9 | Petter Northug        |
| 11.     | 4 marca   | 2011 | Oslo          | Sztafeta 4 × 10 km               | 1:40:10,2  | +4:49,1 | Norwegia              |
| 22.     | 6 marca   | 2011 | Oslo          | 50 km stylem dowolnym            | 2:08:09,0  | +2:31,9 | Petter Northug        |

### Mistrzostwa świata juniorów
| Miejsce | Dzień       | Rok  | Miejscowość | Konkurs                 | Wynik     | Strata  | Zwycięzca         |
| ------- | ----------- | ---- | ----------- | ----------------------- | --------- | ------- | ----------------- |
| 19.     | 26 stycznia | 1994 | Breitenwang | 10 km stylem klasycznym | 28:36,5   | +1:11,7 | Grigorij Gutnikow |
| 20.     | 30 stycznia | 1994 | Breitenwang | 30 km stylem dowolnym   | 1:18:07,8 | +3:24,0 | Mitsuo Horigome   |
| 6.      | 1 marca     | 1995 | Gällivare   | 10 km stylem klasycznym | 27:26,1   | +38,1   | Roman Mironow     |
| 24.     | 5 marca     | 1995 | Gällivare   | 30 km stylem dowolnym   | 1:22:35,2 | +4:07,5 | Pietro Broggini   |

### Puchar Świata

#### Miejsca w klasyfikacji generalnej
- sezon 1995/1996: 67.
- sezon 1996/1997: 37.
- sezon 1997/1998: 54.
- sezon 1998/1999: 35.
- sezon 1999/2000: 31.
- sezon 2000/2001: 16.
- sezon 2001/2002: 24.
- sezon 2002/2003: 8.
- sezon 2003/2004: 19.
- sezon 2004/2005: 2.
- sezon 2005/2006: 5.
- sezon 2006/2007: 6.
- sezon 2007/2008: 11.
- sezon 2008/2009: 10.
- sezon 2009/2010: 9.
- sezon 2010/2011: 23.

#### Zwycięstwa w zawodach
| Nr | Dzień        | Rok  | Miejscowość | Konkurencja                          | Czas biegu  |
| -- | ------------ | ---- | ----------- | ------------------------------------ | ----------- |
| 1. | 23 listopada | 2002 | Kiruna      | Bieg na 10 km stylem dowolnym        | 23:59.9 min |
| 2. | 27 listopada | 2004 | Ruka        | Bieg na 15 km stylem dowolnym        | 35:26.9 min |
| 3. | 18 grudnia   | 2004 | Ramsau      | Bieg masowy na 30 km stylem dowolnym | 1:15:49.5 h |
| 4. | 15 stycznia  | 2005 | Nové Město  | Bieg na 15 km stylem dowolnym        | 40:12.8 min |
| 5. | 31 grudnia   | 2005 | Nové Město  | Bieg na 15 km stylem dowolnym        | 38:03.0 min |
| 6. | 3 lutego     | 2007 | Davos       | Bieg na 15 km stylem dowolnym        | 35:48.8 min |
| 7. | 16 marca     | 2008 | Bormio      | Finał PŚ (38,3 km)                   | 1:39:08,3 h |

#### Miejsca na podium
| Nr  | Dzień        | Rok  | Miejscowość    | Konkurencja             | Czas biegu  | Strata  | Pozycja | Zwycięzca             |
| --- | ------------ | ---- | -------------- | ----------------------- | ----------- | ------- | ------- | --------------------- |
| 1.  | 8 grudnia    | 2000 | Santa Caterina | 15 km stylem dowolnym   | 37:04.2 min | +8.1 s  | 2       | Per Elofsson          |
| 2.  | 16 grudnia   | 2000 | Brusson        | 2 × 10 km łączony       | 46:46.3 min | +47.1 s | 3       | Per Elofsson          |
| 3.  | 23 listopada | 2002 | Kiruna         | 10 km stylem dowolnym   | 23:59.9 min | -       | 1       | -                     |
| 4.  | 7 grudnia    | 2002 | Davos          | 15 km sylem dowolnym    | 36:05.9 min | +2.0 s  | 2       | Mathias Fredriksson   |
| 5.  | 6 grudnia    | 2003 | Dobbiaco       | 30 km stylem dowolnym   | 1:09:51.5 h | +0.7 s  | 3       | Mathias Fredriksson   |
| 6.  | 6 lutego     | 2004 | La Clusaz      | 15 km stylem dowolnym   | 34:06.1 min | +12.9 s | 2       | Fulvio Valbusa        |
| 7.  | 27 listopada | 2004 | Ruka           | 15 km stylem dowolnym   | 35:26.9 min | -       | 1       | -                     |
| 8.  | 11 grudnia   | 2004 | Lago di Tesero | 2 × 15 km łączony       | 1:13:14.0 h | +0.8 s  | 3       | Axel Teichmann        |
| 9.  | 18 grudnia   | 2004 | Ramsau         | 30 km stylem dowolnym   | 1:15:49.5 h | -       | 1       | -                     |
| 10. | 15 stycznia  | 2005 | Nové Město     | 15 km stylem dowolnym   | 40:12.8 min | -       | 1       | -                     |
| 11. | 27 listopada | 2005 | Ruka           | 15 km stylem dowolnym   | 34:16.7 min | +0.8 s  | 2       | Tore Ruud Hofstad     |
| 12. | 15 grudnia   | 2005 | Canmore        | 15 km stylem dowolnym   | 35:06.8 min | +14.9 s | 2       | Pietro Piller Cottrer |
| 13. | 31 grudnia   | 2005 | Nové Město     | 15 km stylem dowolnym   | 38:03.0 min | -       | 1       | -                     |
| 14. | 5 lutego     | 2006 | Davos          | 15 km stylem klasycznym | 37:54.9 min | +23,6 s | 3       | Jens Arne Svartedal   |
| 15. | 26 listopada | 2006 | Ruka           | 15 km stylem klasycznym | 38:35.2 min | +15.9 s | 2       | Eldar Rønning         |
| 16. | 3 lutego     | 2007 | Davos          | 15 km stylem dowolnym   | 35:48.8 min | -       | 1       | -                     |
| 17. | 16 lutego    | 2007 | Changchun      | 30 km stylem dowolnym   | 37:05.8 min | +9.3 s  | 2       | Tobias Angerer        |
| 18. | 16 marca     | 2008 | Bormio         | Finał PŚ (38,3 km)      | 1:39:08,3 h | -       | 1       | -                     |
| 19. | 24 stycznia  | 2009 | Otepää         | 15 km stylem klasycznym | 35:43.6 min | +9.3 s  | 3       | Lukáš Bauer           |
| 20. | 23 lutego    | 2009 | Falun          | Finał PŚ (40 km)        | 1:40:45.3 h | +41.3 s | 2       | Dario Cologna         |
| 21. | 21 listopada | 2009 | Beitostølen    | 15 km stylem dowolnym   | 34:42.1 min | +0.2 s  | 2       | Ronny Hafsås          |
| 22. | 13 marca     | 2010 | Oslo           | 50 km stylem dowolnym   | 2:09:18.5 h | +32.7 s | 3       | Petter Northug        |